# پر کارلسون
پر کارلسون (انگلیسی: Per Carleson; ۱۱ ژوئیهٔ ۱۹۱۷ – ۸ ژوئن ۲۰۰۴) فرد نظامی اهل سوئد بود.